# 깨끗한나라
깨끗한나라는 1966년 설립된 대한민국의 제지 제조 업체다.

## 연혁
- 1966년 3월 대한팔프공업(주) 설립
- 1967년 12월 의정부 공장 준공
- 1975년 증권거래소 주식 상장
- 1976년 신양제지 인수
- 1985년 금강제지 인수
- 1985년 화장지 생산
- 1986년 청주공장 착공
- 1987년 여성용 생리대, 아기 기저귀 생산
- 1989년 1월 신탄진 공장에서 '대전 공장'으로 개칭
- 1989년 8월 제지연구소 설립
- 1991년 대한팔프공업(주)에서 (주)대한펄프로 사명 변경
- 2011년 3월 (주)대한펄프에서 깨끗한나라(주)로 사명 변경
- 2014년 생리대 브랜드 순수한 면이 국내최초로 코튼 마크 인증 및 오가닉 등급 획득
- 2015년 5월  물티슈제조 자회사 보노아 설립
- 2017년 2월 기계설비,전기공사 자회사 "주식회사 케이앤이"설립
- 2018년 4월 깨끗한나라 음성공장 준공
- 2019년 6월 본사이전(한남동)

## 제품 및 브랜드
- 두루마리
  - 촉앤감 케어
  - 깨끗한나라 순수
- 마스크
  - 귀편한마스크KF94  / 숨편한마스크KF-AD

- 미용티슈
  - 순수 소프티
  - 촉앤감케어

- 키친타올
  - 데일리키친타올
  - 세프키친타올

- 물티슈
  - 깨끗한나라
  - 보솜이
  - 99.9% 클린 손소독티슈

- 생리대
  - 순수한면
  - 디어스킨

- 기저귀(아기기저귀/성인용기저귀)
  - 보솜이 / 봄날

- AFH(Away From Home)
  - 깨끗한나라(점보롤, 핸드타올)
- 산업용지
- 식품용지
- 특수용지

## 본점 및 지점 현황
- 본점: 서울특별시 용산구 한남대로 98, 4층 (한남동, 일신빌딩)
- 청주공장: 충청북도 청주시 흥덕구 강내면 태성1길 64
- 음성공장: 충청북도 음성군 생극면 생극산단길 77

## 같이 보기
- 모나리자 (기업)
- 유한킴벌리
- 삼정펄프